# توشيبا
شركة توشيبا شركة يابانية متعددة الجنسيات يقع مقرها الرئيسي في ميناتو، طوكيو، اليابان. تغطي منتجاتها وخدماتها العديد من المجالات مثل مجال الطاقة، أنظمة البنية التحتية الصناعية والاجتماعية، المصاعد والسلالم المتحركة، المكونات الإلكترونية، أشباه الموصلات، محركات الأقراص الثابتة، الطابعات، البطاريات، أنظمة الإضاءة، الخدمات اللوجستية، بالإضافة إلى حلول تكنولوجيا المعلومات مثل التشفير الكمومي. كانت واحدة من أكبر الشركات المصنعة لأجهزة الكمبيوتر الشخصية والإلكترونيات الاستهلاكية والأجهزة المنزلية والأجهزة الطبية. كونها شركة لأشباه الموصلات ومخترع ذاكرة وميضية، تعتبر توشيبا واحدة من أفضل 10 شركات في صناعة الرقائق حتى تم تفكيك توشيبا ميموري الوحدة الخاصة بتصنع ذاكرة الفلاش الخاصة بها، التي سميت لاحقا في أواخر عام 2010 باسم كيوكسيا.
تأسست شركة توشيبا في عام 1939، باسم طوكيو شيبورا دينكي كيه كيه. من خلال اندماج شركتي شيبورا سيساكوشو التي تأسست عام 1875 وشركة طوكيو دينكي التي تأسست عام 1890. في عام 1978، تم تغيير اسم الشركة رسميا إلى مؤسسة توشيبا. وهي مدرجة في بورصة طوكيو، حيث كانت مكونا لكل من مؤشر نيكاي 225 وتوبكس قبل أن تخرج كلاهما في أغسطس 2018 وسوق لندن للأوراق المالية وناغويا للأوراق المالية.
نظرا لكونها شركة تكنولوجيا لها تاريخ طويل وشركات مترامية الأطراف، كونت توشيبا علامة تجارية مشهورة في اليابان وأصبح ينظر إليها على أنها رمز للبراعة التكنولوجية للبلاد، على الرغم من تضرر سمعتها بشدة في أعقاب فضيحة المحاسبة في عام 2015 وإفلاس شركة كهرباء ويستينغهاوس في عام 2017، عندما اضطرت إلى التخلص من عدد كبير من أعمالها القيمة أو ضعيفة الأداء، مما أدى إلى التأثير سلبا والقضاء على وجود الشركة لمدة قرن في الأسواق الاستهلاكية.

## التاريخ

### تاناكا سيساكو شو
يعتبر تاناكا هيساشيجي أحد المخترعين والمهندسين الأكثر إبداعا وانتاجية خلال فترة توكوغاوا/ فترة إيدو، قام بتأسيس شركة تاناكا سيساكو شو،  (田中製作所)، نسبة إلى اسمه.
في يوليو عام 1875، تأسست الشركة لتصبح أول شركة يابانية تصنع معدات التليغراف. قامت أيضا بتصنيع مفاتيح ومعدات كهربائية ومعدات اتصالات متنوعة.
ورث الشركة ابن تاناكا بالتبني، فيما بعد قسمت الشركة وأصبح نصفها هو شركة توشيبا الحالية. أصبح العديد من الأشخاص الذين عملوا في تاناكا سيساكو شو أو الذين تلقوا إرشادات تاناكا في مصنع كوبي شو رواد أعمال فيما بعد. من بين هؤلاء ميوشي شويتشي الذي ساعد فوجيوكا في صنع أول مولد طاقة في اليابان وأسس شركة هاكونيتسوشا لصنع المصابيح وأوكي كيتارو مؤسس شركة أوكي دينكي وإيشيجورو كينزابورو أحد مؤسسي شركة أنريتسو الحالية.
بعد وفاة المؤسس في عام 1881، أصبحت تاناكا سيساكوشو مملوكة جزئيا لشركة جنرال إلكتريك وتوسعت في إنتاج الطوربيدات والألغام البحرية بناء على طلب البحرية الإمبراطورية اليابانية، لتصبح شركة تاناكا سيساكو شو من أكبر شركات التصنيع في ذلك الوقت. ومع ذلك، عندما بدأت البحرية في استخدام العطاءات التنافسية ثم بناء أعمالها الخاصة، انخفض الطلب بشكل كبير وبدأت الشركة في خسارة المال. استولى الدائن الرئيسي للشركة، وهو بنك ميتسوي، على الشركة المعسرة في عام 1893 وأعاد تسميتها باسم شيباورا سيساكو شو (شيبورا للأعمال الهندسية).

### شيبورا سيساكو شو
شيبورا سيساكو شو  (芝浦製作所)، الاسم الجديد الذي أطلق على شركة تاناكا، بعد إعلان إفلاسها في عام 1893، والاستيلاء عليها من قبل بنك ميتسوي.
في عام 1910، شكلت شركة شيبورا شراكة مع شركة جنرال إلكتريك في الولايات المتحدة، والتي استحوذت على حوالي ربع أسهم شيبورا للتكنولوجيا. من خلال هذا الاستثمار، امتلكت شركة جنرال الكتريك حصة في كل من شركة طوكيو دينكي وشركة شيبورا سيساكوشو، وهما شركتان لديهما خط تكميلي من المنتجات في المعدات الكهربائية الخفيفة والثقيلة. تم دمج الشركتين في عام 1939 لإنشاء طوكيو شيبورا دينكي التي أصبحت حاليا شركة توشيبا. استمرت العلاقة مع جنرال إلكتريك حتى بداية الحرب واستؤنفت في عام 1953. بعد الحرب بلغت حصة جنرال إلكتريك ما يقرب من 24%.

### هاكوني تشوشا (طوكيو دينكي)
يعتبر شويشي ميوشي وفوجيوكا إيتشي سوكي هما مؤسسين شركة هاكوني سوشا  (白熱舎)، ومن رواد الصناعة في اليابان خلال فترة توكوجاوا/ فترة إيدو.
هاكوني تشوشا هي شركة متخصصة في صناعة المصابيح الكهربائية، تأسست في عام 1890، وبدأت ببيع المصابيح باستخدام خيوط الخيزران. مع ذلك، بعد انفتاح التجارة مع الغرب من خلال معاهدة غير متكافئة، واجهت هاكوني تشوشا منافسة شرسة مع الواردات. بلغت نسبة واردات المصابيح ما يقرب من 60% من إجمالي الصناعة المحلية بالرغم من ضعف جودتها. تمكنت الشركة من الصمود أيضا مع الطفرات التي أعقبت الحرب الصينية اليابانية الأولى في الفترة ما بين عامي 1894- 1895 والحرب الروسية اليابانية في الفترة ما بين عامي 1904-1905.
في عام 1905، تم تغيير اسم الشركة إلى طوكيو دينكي (طوكيو إلكتريك) ودخلت في تعاون مالي وتكنولوجي مع شركة جنرال إلكتريك الأمريكية. استحوذت شركة جنرال إلكتريك على 51% من شركة طوكيو دينكي، قدمت التكنولوجيا اللازمة لصناعة المصابيح. تم شراء معدات الإنتاج من شركة جنرال الكتريك وسرعان ما بدأت طوكيو دينكي في بيع منتجاتها بعلامة جنرال الكتريك التجارية.
في عام 1939، تم دمج طوكيو دينكي وشيبورا سيساكو شو لتشكيل طوكيو شيبورا دينكي (توشيبا حاليا).

### من عام 1939 إلى عام 2000

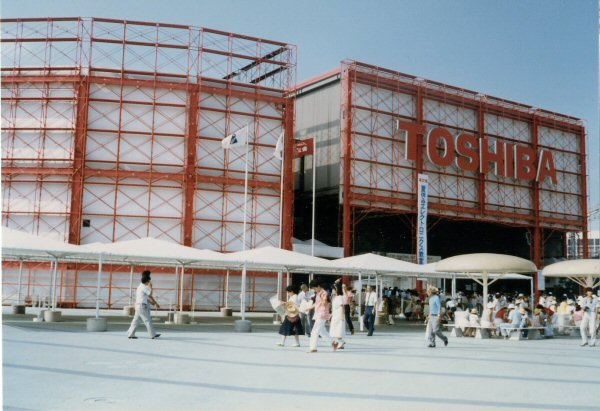
جناح توشيبا في إكسبو 85.

في عام 1950، تم تغيير اسم طوكيو شيبورا دينكي إلى توشيبا. تم استخدام هذا الشعار من 1950-1969. كما تم استخدامه لاحقًا كعلامة تجارية لللأأقراص الصلبة.

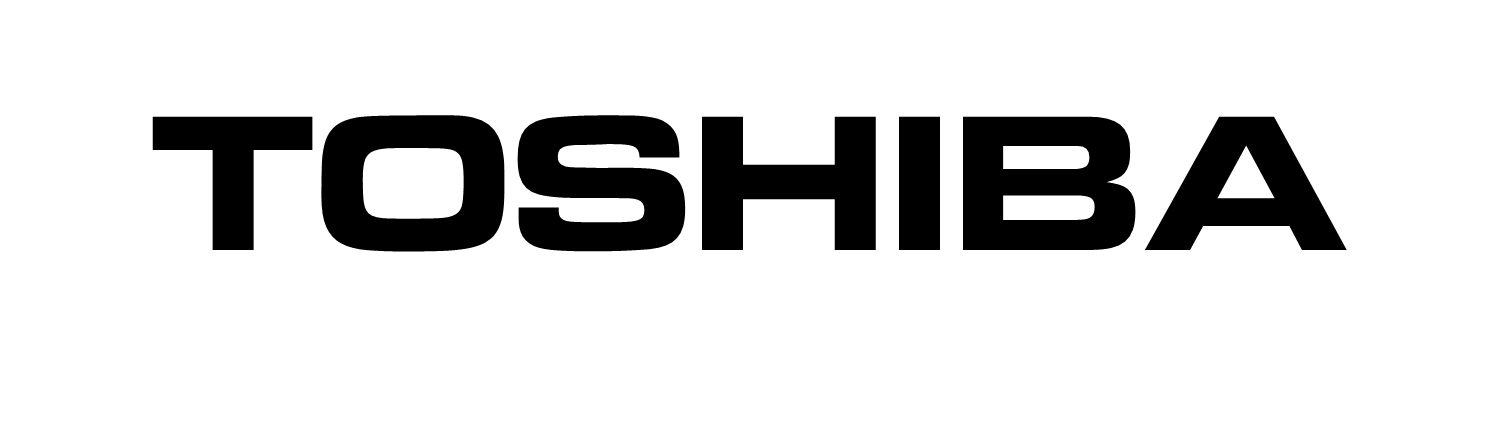
شعار مجموعة توشيبا في الفترة ما بين عامي 1969 و1984.

شعار مجموعة توشيبا منذ عام 1984 وحتى الآن.

تأسست شركة توشيبا عام 1939، من خلال اندماج شركة شيبورا سيساكو شو وشركة طوكيو دينكي.) في يوليو عام 1875، تم تأسيس شيبورا سيساكو شو تحت اسم تاناكا سيساكو شو، كأول مصنع ياباني لمعدات التليغراف، خلال العقود الأولى من القرن العشرين، كانت شركة شيبورا سيساكو شو من كبرى الشركات التي تقوم بصناعة الآلات الكهربائية الثقيلة، حيث تم تحديث اليابان خلال فترة مييجي وأصبحت قوة صناعية عالمية. تأسست طوكيو دينكي باسم هاكوني سوشا عام 1890 وكانت أول منتج في اليابان للمصابيح الكهربائية المتوهجة. تنوعت فيما بعد في تصنيع المنتجات الاستهلاكية الأخرى وفي عام 1899 أعيدت تسميتها باسم طوكيو دينكي. أدى اندماج شيبورا وطوكيو دينكي إلى إنشاء شركة جديدة تسمى طوكيو شيبورا، سرعان ما أطلق عليها اسم توشيبا، لكن لم يتم تغيير اسم الشركة رسميا حتى عام 1978 إلى شركة توشيبا.
توسعت المجموعة بسرعة، مدفوعة بمزيج من النمو العضوي وعمليات الاستحواذ، شراء شركات الهندسة الثقيلة، وشركات الصناعة الأولية في الأربعينيات والخمسينيات من القرن الماضي. المجموعات التي تم إنشاؤها تشمل توشيبا ميوزيك إندستريز في عام 1960، شركة توشيبا الدولية في عام 1970، توشيبا للأجهزة الكهربائية وتوشيبا كيميكال في عام 1974، الإضاءة والتكنولوجيا من توشيبا وأنظمة معلومات توشيبا الأمريكية في عام 1989، أنظمة شركة توشيبا في عام 1999.
شركة توشيبا مسؤولة عن عدد من أوائل الشركات اليابانية، بما في ذلك أنظمة الرادار في عام 1912، الكمبيوتر الرقمي في عام 1954، تليفزيون الترانزستور وأنبوب الأشعة المهبطية الملون وفرن الميكروويف عام 1959، وهاتف الفيديو الملون في عام 1971، ومعالج الكلمات الياباني في عام 1978، نظام التصوير بالرنين المغناطيسي في عام 1982، الكمبيوتر الشخصي المحمول في عام 1986، دي في دي في عام 1995، ناند إيبروم في عام 1991، الكمبيوتر الشخصي المحمول الفرعي في عام 1996، أسطوانات الفيديو الرقمية فائقة الدقة في عام 2005.
في عام 1977، استحوذت شركة توشيبا على شركة سوسيداد الكترو ميركانتيل باوليستا، ثم تم تشكيل شركة سيمب توشيبا من خلال دمج عمليات الشركتين في أمريكا الجنوبية.
في عام 1987، اتهمت شركة توشيبا ماشن التابعة لشركة توشيبا، ببيع ماكينات التفريز الخاصة بماكينات التحكم الرقمي بإستخدام الحاسوب بشكل غير قانوني تستخدم لإنتاج مراوح غواصات هادئة جدا إلى الاتحاد السوفيتي في انتهاك لاتفاقية اللجنة التنسيقية للرقابة متعددة الأطراف على الصادرات. تسببت فضيحة بين شركتي توشيبا اليابانية وكونجسبرج مصنع الأسلحة النرويجي في توتر العلاقات بين الولايات المتحدة واليابان. أسفرت الفضيحة عن اعتقال ومحاكمة اثنين من كبار المديرين التنفيذيين، فضلا عن فرض عقوبات على الشركة من قبل البلدين.
صرح السيناتور جون هاينز من ولاية بنسلفانيا ما فعلته توشيبا وكونجسبيرج كان فدية لأمن الولايات المتحدة مقابل 517 مليون دولار.

### من عام 2000 إلى عام 2010
في عام 2001، وقعت شركة توشيبا عقدا مع شركة اوريون الكتريك، من أكبر موردي ومصنعي المعدات الأصلية لأجهزة الفيديو الإلكترونية الاستهلاكية في العالم، لتصنيع وتوريد منتجات التلفزيون والفيديو الاستهلاكية الجاهزة لشركة توشيبا لتلبية الطلب المتزايد في سوق أمريكا الشمالية. في عام 2008، انتهى العقد بعد سبع سنوات من إنتاج المعدات الأصلية من منتجات التلفزيون والفيديو الاستهلاكية مع شركة أوريون.
في ديسمبر عام 2004، أعلنت شركة توشيبا أنها ستتوقف عن تصنيع أجهزة تلفزيون ذات أنبوب أشعة كاثود.
في عام 2005، أوقفت شركة ماتسوشيتا توشيبا بيكتشر ديسبلاي المحدودة المشروع المشترك بين باناسونيك وتوشيبا الذي تم إنشاؤه في عام 2002، لإنتاج أجهزة التليفزيون ذات أنبوب أشعة كاثود في مصنعها في هورس هيدز بنيويورك. في عام 2006، أوقفت الإنتاج في مصنعها في ماليزيا، بعد خسائر فادحة.
في عام 2006، أنهت توشيبا مبيعات أجهزة تلفزيون ذات أنبوب أشعة كاثود في اليابان، وانتجت أجهزة التلفزيون ذات البلازما الداخلية.
لضمان قوة توشيبا ومنفاستها في سوق شاشات التلفزيون والشاشات الرقمية المسطحة، قامت توشيبا باستثمار كبير في نوع جديد من تكنولوجيا العرض يسمى SED. مع ذلك، لم ينتشر هذا النوع بين المستخدمين، حيث أنها لم تكن تنافسية في الأسعار مع شاشات LCD.
قبل الحرب العالمية الثانية، كانت شركة توشيبا عضوا في مجموعة ميتسوي زيباتسو.
أصبحت توشيبا اليوم عضو في مجموعة من الشركات تسمى ميتسوي كيريتسو وهي ذات علاقات تجارية متداخلة وبها كبار المستثمرين، لا يزال لدى شركة توشيبا تعاقدات مع بنك ميتسوي والأعضاء الآخرين في كيريتسو. العضوية في كيريستو تعني الولاء، سواء للشركات الخاصة أو لأعضاء آخرين في. يمكن أن يمتد هذا الولاء حتى يصل إلى البيرة التي يستهلكها الموظفون، حيث يستخدم موظفين توشيبا البيرة من مصنع اساهي بسبب علاقته المتداخلة مع الشركة.
في يوليو 2005، أكدت شركة الوقود النووي البريطاني أنها تخطط لبيع شركة وستنجهاوس للكهرباء، التي قدرت قيمتها حينها ب 1.8 مليار دولار (1 مليار جنيه إسترليني). اجتذب العطاء اهتمام العديد من الشركات بما في ذلك توشيبا وجنرال إلكتريك وميتسوبيشي للصناعات الثقيلة. في 23 يناير عام 2006، ذكرت صحيفة فاينانشيال تايمز أن توشيبا فازت بالعطاء، فقد قيمت الشركة بمبلغ 5 مليارات دولار (2.8 مليار جنيه إسترليني). تفاجأ العديد من خبراء الصناعة ببيع شركة وستنجهاوس من قبل المملكة المتحدة، وتوقعوا أن الصين والولايات المتحدة والمملكة المتحدة سيستثمرون بشكل كبير في مجال الطاقة النووية، بسبب بيع أحد أكبر منتجي المفاعلات النووية في العالم قبل وقت قصير من توقع نمو سوق الطاقة النووية.
تم الانتهاء من الاستحواذ على وستنجهاوس مقابل 5.4 مليار دولار. في 17 أكتوبر عام 2006، حصلت توشيبا على حصة من الشركة تساوي 77% وشركاء مجموعة شو بنسبة 20٪ وشركة إيشيكاواجيما حاريما للصناعات الثقيلة المحدودة بنسبة 3%.
في أواخر عام 2007، تولت توشيبا المسؤولية عن العلامة التجارية لبطاقة الائتمان التي تصدر بشكل أساسي في الولايات المتحدة كراعي لأعلى شاشة في ون تايمز سكوير بمدينة نيويورك.
توشيبا هي الشركة التي تقوم بعرض العد التنازلي الأيقوني للعام الجديد لمدة 60 ثانية على شاشتها، بالإضافة إلى الرسائل والتحية والإعلانات التي تقوم بها الشركة. استحوذت شركة كابيتال وان على راعي العد التنازلي للعام الجديد في 31 ديسمبر 2018.
في يناير 2009، استحوذت شركة توشيبا على أعمال الأقراص الصلبة لشركة فوجيتسو.

### من عام 2010 إلى عام 2014
في 16 مايو عام 2011، أعلنت شركة توشيبا أنها وافقت على الاستحواذ على جميع أسهم شركة لانديس + جير السويسرية لتصنيع معدات الطاقة المتقدمة مقابل 2.3 مليار دولار.
في عام 2010، أصدرت شركة توشيبا سلسلة من التلفزيونات بالتعاون مع المصمم الدنماركي تيموثي جاكوب جنسن.
في أبريل عام 2012، وافقت شركة توشيبا على الاستحواذ على أعمال نقاط البيع الخاصة بالمؤسسة الدولية للحاسبات الآلية مقابل 850 مليون دولار، مما جعل توشيبا أكبر مورد لأنظمة نقاط البيع في العالم.
في يوليو عام 2012، اتهمت توشيبا بتثبيت أسعار لوحات إل سي دي في الولايات المتحدة على مستوى عال. لكن توشيبا رفضت مثل هذه الاتهامات، فقد وافقت على التسوية جنبا إلى جنب مع العديد من الشركات المصنعة الأخرى بمبلغ إجمالي قدره 571 مليون دولار.
في ديسمبر 2013، أكملت توشيبا استحواذها على مصنع فيجاي للكهرباء المحدودة في حيدر آباد بالهند، وأقامت قاعدتها الخاصة لتصنيع منتجات النقل والتوزيع في إطار مجموعة البنية التحتية الاجتماعية في الهند باسم أنظمة النقل والتوزيع من توشيبا.
في يناير عام 2004، أكملت شركة توشيبا الاستحواذ علي شركة أو سي زد لحلول التخزين، في 27 نوفمبر عام 2013، تم إيقاف سهم تقنية أو تي زد.
ذكرت شركة أو سي زد أنها كانت تتوقع تقديم التماس للإفلاس، لكن شركة توشيبا كانت قد صرحت عن رغبتها في شراء أصول الشركة في إجراءات الإفلاس.
في 2 ديسمبر عام 2013، أعلنت شركة أو سي زد أن توشيبا وافقت على شراء جميع أصولها تقريبا مقابل 35 مليون دولار.
في 21 يناير، تم الانتهاء من الصفقة، عندما أصبحت شركة أو سي زد للتقنيات شركة فرعية جديدة تعمل بشكل مستقل تحت اسم توشيبا باسم أو سي زد لحلول التخزين.
في 18 أغسطس عام 2014، تم تصفية شركة أو سي زد والشركات التابعة لها.
في 1 أبريل عام 2016، تم حل أو سي زد لحلول التخزين وتم استيعابها في شركة مكونات توشيبا الإلكترونية في الولايات المتحدة مع تحويل أو سي زد إلى علامة تجارية لشركة توشيبا.
في مارس عام 2014، رفعت شركة توشيبا دعوى قضائية ضد شركة هاينكس، متهمة الشركة بسرقة تكنولوجيا ذاكرة فلاش ناند الخاصة بها. في أواخر العام نفسه، توصلا الشركتان إلى صفقة دفعت بموجبها شركة هاينكس مبلغ 278 مليون دولار أمريكي إلى شركة توشيبا.
في أوائل القرن الحادي والعشرين، رفعت توشيبا دعوى قضائية أخرى ضد شركة هاينكس لانتهاكها براءات الاختراع.
في أكتوبر عام 2014، اتفقت توشيبا ويونايتد تكنولوجي على صفقة لتوسيع مشروعهما المشترك خارج اليابان.

### فضيحة المحاسبة عام 2015
أعلنت توشيبا لأول مرة في مايو 2015 أنها تحقق في فضيحة محاسبية وقد تضطر إلى مراجعة أرباحها للسنوات الثلاث الماضية.
في 21 يوليو عام 2015، أعلن الرئيس التنفيذي هيساو تاناكا استقالته وسط فضيحة محاسبية وصفها بأنها الحدث الأكثر ضررا لعلامتنا التجارية في تاريخ الشركة الممتد منذ 140 عاما.أدى ذلك إلى استقالة ثمانية من كبار المسؤولين، بمن فيهم الرئيسين التنفيذيين السابقين.
فقد تم تضخيم الأرباح بمقدار 1.2 مليار دولار على مدى السنوات السبع الماضية.
تم تعيين ماساشي موروماتشي رئيس مجلس الإدارة السابق الرئيس التنفيذي بالإنابة. في أعقاب الفضيحة،  تمت إزالة شركة توشيبا من مؤشر الأسهم الذي يعرض أفضل الشركات اليابانية.
في أوائل عام 2015، أعلنت شركة توشيبا أنها ستتوقف عن تصنيع أجهزة التلفزيون في مصانعها الخاصة. اعتبارا من عام 2015 فصاعدا، سيتم تصنيع أجهزة تلفزيون توشيبا بواسطة شركة كومبال في الولايات المتحدة، أو بواسطة شركة فيستل وغيرها من الشركات المصنعة للسوق الأوروبية.
في سبتمبر عام 2015، تراجعت أسهم شركة توشيبا إلى أدنى مستوى لها في عامين ونصف. أوضحت الشركة في بيان لها أن خسائرها للربع السنوي بلغت 12.3 مليار ين (102 مليون دولار أمريكي).
لاحظت الشركة ضعف الأداء في أجهزة التلفزيون والأجهزة المنزلية وأجهزة الكمبيوتر الشخصية، فقامت بوقف التصنيع.
في أكتوبر عام 2015، باعت شركة توشيبا أعمال مستشعرات الصور الخاصة بها إلى شركة سوني.
في ديسمبر عام 2015، قال موروماتشي إن العبث في الحسابات قضى على حوالي 8 مليارات دولار من القيمة السوقية لشركة توشيبا. وتوقع خسائر سنوية قياسية قدرها 550 مليار ين.
قال موروماتشي أن الشركة ستعود إلى صناعة أجهزة التليفزيون مع إصلاح الأعمال وتحسين الأداء. وقال إن توشيبا لن تجني الأموال لمدة عامين.
في الأسبوع التالي، أعلن متحدث باسم الشركة أن توشيبا ستسعى في أوائل عام 2016 للحصول على 300 مليار ين، مما رفع مديونية الشركة إلى أكثر من تريليون ين.
في يناير عام 2016، كشف قسم الأمن في توشيبا عن حزمة جديدة من الخدمات للمدارس التي تستخدم معدات المراقبة الخاصة بها. يتضمن البرنامج المخصص كل المراحل التعليمية والتعليم العالي، والتنبيهات، ودعم ما بعد الضمان.
اعتبارا من مارس عام 2016، توشيبا تستعد لبدء إنشاء مصنع جديد لأشباه الموصلات في اليابان والذي سينتج كميات كبيرة من الرقائق بناء على متغير الفلاش فائق الكثافة.
تتوقع توشيبا إنفاق ما يقرب من 360 مليار ين، على المشروع حتى مايو 2019.
في أبريل عام 2016، اشترت توشيبا 100,000 بطارية ليثيوم أيون للكمبيوتر المحمول بها عيوب، التي تصنع من قبل شركة باناسونيك، وهي من النوع التي يمكن أن ترتفع درجة حرارته، وتشكل مخاطر الاحتراق على المستهلكين، وفقا للجنة سلامة المنتجات الاستهلاكية الأمريكية.
أعلنت شركة توشيبا لأول مرة عن أنها استخدمت هذه البطاريات في بعض أجهزة الكمبيوتر المحمول التي تم بيعها في يونيو عام 2011.
في مايو عام 2016 تم الإعلان عن تعيين ساتوشي تسوناكاوا الرئيس السابق لقسم المعدات الطبية في توشيبا، الرئيس التنفيذي للشركة. جاء هذا التعيين بعد حدوث فضيحة المحاسبة.
في سبتمبر عام 2016، أعلنت شركة توشيبا عن أول مستقبل طاقة لاسلكي IC باستخدام مواصفات Qi 1.2.2، وتم تطويره بالاشتراك مع اتحاد الطاقة اللاسلكية.
في ديسمبر عام 2016، استحوذت شركة كانون على شركة توشيبا للأنظمة الطبية.
اشترت مجموعة ميديا الصينية للأجهزة الكهربائية حصة كبيرة في مجموعة توشيبا للأجهزة المنزلية بلغت نسبتها 80.1٪.

### التزامات البناء النووي الأمريكي لعام 2017
في أواخر ديسمبر عام 2016، طلبت إدارة توشيبا إحاطة صحفية عاجلة للكشف عن الخسائر المكتشفة حديثا في شركة وستنجهاوس الفرعية بسبب بناء محطة فوغتل لتوليد الكهرباء النووية التي شطبت عدد من مليارات الدولارات من خزينة توشيبا، مما أدى إلى إفلاس شركة وستنجهاوس وهدد ذلك بإفلاس شركة توشيبا، فلم يكن مبلغ الديون متاحا.
في يناير عام 2017، أفاد شخص لديه معرفة مباشرة بالمسألة أن الشركة تخطط لجعل قسم شرائح الذاكرة التابع لها عملا منفصلا، لإنقاذ شركة توشيبا من الإفلاس.
في فبراير عام 2017، كشفت توشيبا عن تفاصيل غير مدققة لخسارة تبلغ 390 مليار ين على مستوى الشركة، ناشئة بشكل أساسي عن شركة وستنجهاوس التابعة للإنشاءات النووية ومقرها الولايات المتحدة والتي تم تخفيض قيمتها بمقدار 712 مليار ين.
في 14 فبراير عام 2017، أجلت توشيبا تقديم النتائج المالية، وقدم شيجينوري شيغا رئيس مجلس الإدارة استقالته، والرئيس السابق لشركة وستنجهاوس.
استهلك البناء والتغييرات التنظيمية وتجاوزات التكلفة في منشآت وستنجهاوس النووية الكثير من المال، تم الاستشهاد بوحدات فوغتل 3 و 4 في وينسبورو، جورجيا ووحدات VC الصيفية 2 و 3 في ساوث كارولينا، باعتبارها الأسباب الرئيسية للانخفاض الكبير في الأداء المالي لشركة توشيبا والانهيار في سعر السهم.
تركت عقود الإنشاءات ذات الأسعار الثابتة التي تم التفاوض عليها من قبل وستنجهاوس مع شركة جورجيا باور توشيبا مع التزامات مجهولة والتي من المحتمل أن تؤدي إلى بيع الشركات التابعة العاملة والرئيسية من مجموعة شركات توشيبا لتأمين مستقبلها.
في 29 مارس عام 2017، تقدمت شركة وستنجهاوس بطلب حماية بموجب الفصل الحادي عشر من الإفلاس. وتشير التقديرات إلى أن هذا سيكلف الشركة خسارة صافية سنوية تقدر ب 9 مليارات دولار.
في 11 أبريل عام 2017، قدمت شركة توشيبا نتائج ربع سنوية غير مدققة. لم يوقع المدققون برايس ووترهاوس كوبرز على الحسابات بسبب الشكوك في وستنجهاوس. ذكرت توشيبا أن هناك شكوك كبيرة حول قدرة الشركة على الاستمرار كمنشأة مستمرة.
في 25 أبريل عام 2017، أعلنت شركة توشيبا عن قرارها باستبدال مدقق حساباتها بعد أقل من عام. في وقت آخر من نفس الشهر، قدمت الشركة نتائج أعمال متأخرة مرتين دون الحصول على موافقة من مدقق الحسابات برايس ووترهاوس كوبرز.
في 20 سبتمبر عام 2017، وافق مجلس إدارة شركة توشيبا على صفقة لبيع أعمالها في مجال رقائق الذاكرة لمجموعة بقيادة باين كابتل مقابل 18 مليار دولار أمريكي، بدعم مالي من شركات مثل أبل وديل للتكنولوجيا وشركة هويا وتكنولوجيا كنجستون وتكنولوجيا سيجيت وإس كيه هاينكس.
تم تسمية الشركة المستقلة حديثا باسم ذاكرة شركة توشيبا، ثم أعيدت تسميتها باسم كيوكسيا.
في 15 نوفمبر عام 2017، توصلت شركة هيسنس إلى صفقة للاستحواذ على 95٪ من شركة حلول توشيبا المرئية للتلفزيونات مقابل 113.6 مليون دولار أمريكي.
بعد ذلك، أعلنت الشركة أنها ستنسحب من رعايتها الطويلة الأمد لبرامج التلفزيون اليابانية سازا سان ونيتشيو جيكيجو وشاشات الفيديو التي تتصدر الوقت في الميدان في مدينة نيويورك. وأشارت الشركة إلى أن قيمة الشركة انخفضت بسبب خروجها من خطوط الأعمال الموجهة نحو المستهلك.
في 6 أبريل عام 2018، أعلنت توشيبا الانتهاء من بيع شركة وستنجهاوس القابضة إلى بروكفيلد شركاء الأعمال وبعض الشركاء مقابل 4.6 مليار دولار.

### الوقت الحاضر
في يونيو عام 2018، باعت شركة توشيبا 80.1٪ من وحدة أعمالها في أجهزة الكمبيوتر الشخصية إلى شركة شارب مقابل 36 مليون دولار، مع وجود خيار يسمح لـ شركة شارب بشراء حصة 19.9٪ المتبقية. أعادت شركة شارب تسمية النشاط التجاري إلى دينابوك، وهو الاسم التجاري الذي استخدمته توشيبا في اليابان، بدأت شارب في إطلاق منتجاتها بهذا الاسم. في 30 يونيو عام 2020، مارست شارب خيارها للاستحواذ على نسبة 19.9٪ المتبقية من أسهم دينابوك من توشيبا.
في مايو عام 2019، أعلنت توشيبا أنها ستضع مستثمرين غير يابانيين في مجلس إدارتها لأول مرة منذ ما يقرب من 80 عاما.
في يناير عام 2020، كشفت توشيبا عن خطتها لإطلاق خدمات التشفير الكمي بحلول شهر سبتمبر من نفس العام. كما أعلنت أيضا عن عدد من التقنيات الأخرى التي ستقوم بتسويقها، بما في ذلك الحالة الصلبة ذات التكلفة المعقولة لتدار القائمة على مضاعف السيليكون الضوئي، وخلايا وقود الهيدروجين عالية السعة، وخوارزمية كمبيوتر مملوكة تسمى خوارزمية التشعب المحاكاة التي تحاكي الحوسبة الكمومية أو الكمية، تخطط للوصول إلى أطراف أخرى مثل المؤسسات المالية وخدمات الشبكات الاجتماعية.
في أكتوبر عام 2020، اتخذت شركة توشيبا قرارا بالانسحاب من أعمال LSI الخاصة بالنظام مستشهدة بالخسائر المتصاعدة أثناء التفكير في بيع منتجاتها من أشباه الموصلات.
أتم تحالف خاص بقيادة شركة الأسهم "جابان أندستريال بارتنارز"، استحواذه على "توشيبا" في سبتمبر 2023، مقابل نحو 14 مليار دولار. وتضع صفقة الاستحواذ الشركة اليابانية في أيدي مستثمرين محليين، وفي 20 كانون الأول/ديسمبر 2023 تم إلغاء إدراج شركة "توشيبا" بالبورصة اليابانية.

## عمليات
اعتبارا من عام 2012، كان لدى توشيبا 39 مرفقا للبحث والتطوير في جميع أنحاء العالم، يعمل بها حوالي 4180 شخص، تم تنظيمها في أربع مجموعات لأعمال رئيسية:
- مجموعة المنتجات الرقمية
- مجموعة الأجهزة الإلكترونية
- مجموعة الأجهزة المنزلية
- مجموعة البنية التحتية الاجتماعية.[102]

في العام المالي المنتهي، في 31 مارس 2012، بلغ إجمالي إيرادات توشيبا 6100.3 مليار ين ياباني، منها 25.2 % من مجموعة المنتجات الرقمية، 24.5 % من مجموعة الأجهزة الإلكترونية، 8.7 % من مجموعة الأجهزة المنزلية، 36.6 % من شركة سوسكال مجموعة البنية التحتية و 5 % من الأنشطة الأخرى. في نفس العام، تم إنشاء 45 % من مبيعات توشيبا في اليابان و 55 % في بقية العالم.
استثمرت شركة توشيبا 319.9 مليار ين في البحث والتطوير منذ 1 أبريل عام 2011 إلى 31 مارس 2012، أي ما يعادل 5.2 % من المبيعات. سجلت توشيبا 2483 براءة اختراع في الولايات المتحدة في عام 2011، وهو العدد الخامس على مستوى الشركات بعد آي بي إم وسامسونج للإلكترونيات وكانون وباناسونيك.
في 31 مارس 2018، كان لدى توشيبا حوالي 141256 موظفا، في التجمعات التجارية الرئيسية والأقسام والشركات التابعة.

## المنتجات والخدمات والمعايير
تمتلك شركة توشيبا مجموعة من المنتجات والخدمات منها:
- مكيفات الهواء[104]
- الإلكترونيات الاستهلاكية التي تتمثل في أجهزة التلفزيون ومشغلات دي في دي و Blu-ray[105]
- أنظمة التحكم التي تتحكم في الحركة الجوية[106] وأنظمة السكك الحديدية[107]
- أنظمة الأمن التي تتمثل في أنظمة التحكم في حركة المرور[108]
- معدات نقاط البيع الإلكترونية التي تتمثل في المصاعد والسلالم المتحركة[109]
- الأجهزة المنزلية مثل الثلاجات والغسالات، خدمات تكنولوجيا المعلومات،[104][110] الإضاءة، المواد والمكونات الإلكترونية
- المعدات الطبية مثل أجهزة التصوير المقطعي والتصوير بالرنين المغناطيسي،[111] ومعدات الموجات فوق الصوتية ومعدات الأشعة السينية[107][112]
- معدات المكاتب[113]
- معدات الاتصالات السلكية واللاسلكية التجارية[105]
- أجهزة الكمبيوتر الشخصية[114]
- أشباه الموصلات[115]
- أنظمة الطاقة مثل التوربينات الكهربائية وخلايا الوقود والمفاعلات النووية[106]
- أنظمة نقل وتوزيع الطاقة، وشاشات TFT.[116]

### أسطوانات الفيديو الرقمية فائقة الدقة
لعبت توشيبا دورا مهما في تطوير وانتشار أقراص DVD. في 19 فبراير عام 2008، أعلنت توشيبا أنها ستتوقف عن تنسيق تخزين اسطوانات الفيديو الرقمية فائقة الدقة الخاصة بها، وهي خلفية DVD، بعد الهزيمة في الحرب ضد Blu-ray.
فشل تنسيق اسطوانات الفيديو الرقمية فائقة الدقة بعد أن دعمت معظم استوديوهات الأفلام الأمريكية الكبرى تنسيق Blu-ray، الذي طورته سوني وباناسونيك و فليبس وشركة بايونير. اعتراف رئيس توشيبا أتسوتوشي نيشيدا بالتخلي عن اسطوانات الفيديو الرقمية فائقة الدقة، قال لقد وصلنا إلى أن القرار السريع، كان من شأنه أن يخلق مشاكل للمستهلكين، ولم يكن لدينا فرصة للفوز.
واصلت توشيبا تزويد تجار التجزئة بالآلات حتى نهاية مارس عام 2008، واستمرت في تقديم الدعم الفني لما يقدر بمليون شخص حول العالم يمتلكون مشغلات ومسجلات اسطوانات الفيديو الرقمية فائقة الدقة.
أعلنت شركة توشيبا عن خط جديد من مشغلات Blu-ray المستقلة بالإضافة إلى محركات أقراص لأجهزة الكمبيوتر الشخصية وأجهزة الكمبيوتر المحمولة، وانضمت لاحقا إلى الهيئة الصناعية التي تشرف على تطوير تنسيق Blu-ray.

### ريجزا
ريجزا هي علامة تجارية تلفزيونية موحدة تمتلكها وتصنعها شركة توشيبا. في عام 2010، اختفى اسم ريجزا من سوق أمريكا الشمالية، اعتبارا من مارس 2015، تم تصميم وإنتاج أجهزة التلفزيون الجديدة التي تحمل اسم توشيبا بواسطة شركة كومبال للإلكترونيات، هي شركة تايوانية رخصت لها توشيبا اسمها.
تستخدم علامة ريجزا التجارية في الهواتف الذكية التي تعمل بنظام أندرويد والتي طورتها شركة فوجيتسو توشيبا للاتصالات المتنقلة.

#### تلفزيون ثلاثي الأبعاد
في أكتوبر عام 2010، كشفت شركة توشيبا الحجاب عن نموذج أولي ثلاثي الأبعاد لتلفزيون إل سي دي بإضاءة خلفية LED خالي من الزجاج تحت العلامة التجارية ريجزا باسم جي إل ون 21 بوصة في سياتيك عام 2010.
يدعم هذا النظام الصورة الثلاثية الأبعاد بدون نظارات باستخدام نظام تصوير متكامل من 9 صور مع اختلاف المنظور بورقة عدسية رأسية. تم إصدار هذا المنتج للبيع بالتجزئة في ديسمبر عام 2010.

#### تلفزيونات فور كيه ألترا اتش دي
توفر أجهزة تلفزيون فور كيه ألترا اتش دي (3840 × 2160 بكسل) أربعة أضعاف دقة أجهزة تلفزيون 1080p عالي الدقة.
يتم تشغيل تلفزيونات توشيبا فور كيه عالية الجودة المرشدة بواسطة معالج CEVO 4K Quad و ثنائي النواة.

### أجهزة الكمبيوتر المحمولة
في عام 1985، أصدرت توشيبا T1110، أول كمبيوتر محمول تجاري في العالم.
في أكتوبر عام 2014، أصدرت توشيبا كرومبوك بكسل تو، وهو إصدار جديد بملف تعريفي بمساحة صغيرة وشاشة محسنة كثيرا. يعمل كرومبوك على نظام التشغيل كروم أو إس ويمنح المستخدمين مساحة تخزين مجانية على جوجل درايف والوصول إلى مجموعة من التطبيقات والإضافات في سوق كروم الإلكتروني.
خرجت شركة توشيبا بالكامل من أعمال الكمبيوتر الشخصي والكمبيوتر المحمول في يونيو 2020، ونقلت نسبة 19.9٪ المتبقية إلى شركة شارب.

### ذاكرة فلاش
في الثمانينيات من القرن الماضي، اخترع فريق شركة توشيبا بقيادة فوجيو ماسوكا ذاكرة فلاش، نوعي نور و ناند. في مارس عام 2015، أعلنت توشيبا عن تطوير أول ذاكرة فلاش ثلاثية الأبعاد مكونة من 48 طبقة. تعتمد ذاكرة الفلاش الجديدة على تقنية التراص الرأسي التي تسميها توشيبا BiCS (مقياس تكلفة البت)، وتخزن بتين من البيانات لكل ترانزستور، ويمكنها تخزين 128 جيجا بت (16 جيجابايت) لكل شريحة.
لقد سمح هذا لذاكرة الوميض بمواصلة زيادة السعة. تم إنشاء قسم الذاكرة في توشيبا باسم مؤسسة ذاكرة توشيبا، والآن تغير وأصبح كيوكسيا.

## السجل البيئي
تم الحكم على شركة توشيبا على أنها تبذل جهودا منخفضة لتقليل تأثيرها على البيئة.
في نوفمبر عام 2012، جاءت توشيبا في المرتبة الثانية من أسفل في الإصدار الثامن عشر من منظمة السلام الأخضر من دليل إلكترونيات منظمة السلام الأخضر الذي يصنف شركات الإلكترونيات وفقا لسياساتها بشأن المنتجات والطاقة والعمليات المستدامة.
حصلت توشيبا على 2.3 من أصل 10 نقاط ممكنة، مع حصول شركة ويبرو على المرتبة الأولى وحصولها على 7.1 نقطة. تم الحصول على درجة الصفر في الفئات المناصرة لسياسة الطاقة النظيفة واستخدام البلاستيك المعاد تدويره في المنتجات والسياسة والممارسة بشأن المصادر المستدامة لألياف الورق.
في عام 2010، ذكرت شركة توشيبا أن جميع أجهزة تلفزيون إل سي دي الجديدة تتوافق مع معايير نجمة الطاقة ويوجد 34 طرازا تجاوز المتطلبات بنسبة 30٪ أو أكثر.
كما دخلت توشيبا في شراكة مع جامعة تسينغ - هوا الصينية في عام 2008، من أجل تشكيل منشأة بحثية للتركيز على الحفاظ على الطاقة والبيئة. يقع مركز أبحاث الطاقة والبيئة من توشيبا الجديد في بكين حيث سيعمل أربعون طالبا من الجامعة على البحث في معدات الطاقة الكهربائية والتقنيات الجديدة التي ستساعد في وقف عملية الاحتباس الحراري. من خلال هذه الشراكة، تأمل شركة توشيبا في تطوير منتجات من شأنها حماية البيئة بشكل أفضل.
بدأ هذا العقد بين جامعة تسينغ - هوا وتوشيبا في الأصل في أكتوبر عام 2007، عندما وقعا معا اتفاقية حول أبحاث الطاقة والبيئة المشتركة. تعمل المشاريع التي يقومون بها على الحد الأدنى من تلوث السيارات وإنشاء أنظمة الطاقة التي لا تؤثر سلبا على البيئة.
في 28 ديسمبر عام 1970، بدأت توشيبا في بناء الوحدة الثالثة من محطة فوكوشيما دايتشي للطاقة النووية، التي تضررت في حوادث فوكوشيما النووية الأولي في 14 مارس 2011.
في أبريل عام 2011، أعلن الرئيس التنفيذي نوريو ساساكي أن الطاقة النووية ستبقى خيار قوي حتى بعد حوادث فوكوشيما النووية.
في أواخر عام 2013، دخلت شركة توشيبا في مجال الطاقة الشمسية في ألمانيا، حيث قامت بتركيب أنظمة الطاقة الكهروضوئية في المباني السكنية.

## شعارات
إيلو توش، فلدي توشيبا( 1985- المملكة المتحدة )
في اتصال مع الغد (1984-2006)
الابتكار الرائد (2006-2019)
أشعر بالقوة (2019 - فقط لأجهزة الكمبيوتر المحمولة)
ملتزمون تجاه الناس وملتزمون بالمستقبل (2011 - حتى الآن)

## وصلات خارجية
- الموقع الرسمي